# Ponikwy
Ponikwy – wieś w Polsce położona w województwie lubelskim, w powiecie lubelskim, w gminie Zakrzew. Leży nad Porem.
| SIMC    | Nazwa   | Rodzaj    |
| ------- | ------- | --------- |
| 0905801 | Gwizdów | część wsi |

Wieś stanowi sołectwo Zakrzew. Według Narodowego Spisu Powszechnego z roku 2011 wieś liczyła 223 mieszkańców.
Wieś szlachecka  położona była w drugiej połowie XVI wieku w powiecie urzędowskim województwa lubelskiego. W latach 1975–1998 miejscowość administracyjnie należała do województwa zamojskiego. 
We wsi znajduje się kaplica pw. Miłosierdzia Bożego. Miejscowa ludność wyznania katolickiego przynależy do Parafii św. Stanisława w Batorzu Pierwszym.